# غاكوتو كاجيوارا
غاكوتو كاجيوارا (梶原岳人 كاجيوارا غاكوتو) هو مؤدي أصوات ياباني ولد في 28 نوفمبر 1994 في محافظة أوساكا.

## أدواره في الأنمي

### مسلسلات أنمي تلفزيونية
- نهوض بطل الدرع - إيك
- بلاك كلوفر - أستا
- الحبيبة المنزلية - كازوشي كيني
- فريق الإطفاء الناري - شينرا كوساكابي
- فريق الإطفاء الناري: الجزء الثاني - شينرا كوساكابي
- إينوياشيكي - كويكي
- كاردفايت!! فانغارد (2018) - نايت سكواير آلن، سايلنت توم، دراغون نايت نيهاليم، رايت أريستر، تانيموتو، ليلي أوف ذا فالي ماسكيتير كايفانت، نايت أوف لويالتي بيديفير
- شادوفرس - هيرو ريوغاساكي
- حبيبة للإيجار - شون كوريباياشي
- كومي-سان العاجزة عن التواصل - هيتوهيتو تادانو

### أفلام أنمي
- بلاك كلوفر: سيف إمبراطور السحر - أستا

## أدواره في ألعاب الفيديو
- بلاك كلوفر: كوارتيت نايتس - أستا
- جامب فورس - أستا

## وصلات خارجية
- غاكوتو كاجيوارا على موقع IMDb (الإنجليزية)
- غاكوتو كاجيوارا على موقع ميوزك برينز (الإنجليزية)
- غاكوتو كاجيوارا على موقع قاعدة بيانات الفيلم (الإنجليزية)
- غاكوتو كاجيوارا على موقع ANN person (الإنجليزية)